# Ecuadoraans voetbalelftal in 2001
Het Ecuadoraans voetbalelftal speelde in totaal veertien interlands in het jaar 2001, waaronder acht wedstrijden bij in de kwalificatiereeks voor het WK voetbal 2002 in Japan en Zuid-Korea. De selectie eindigde als tweede in de CONMEBOL-zone en plaatste zich daardoor voor het eerst in de geschiedenis voor de WK-eindronde. De ploeg stond onder leiding van bondscoach Hernán Darío Gómez, de opvolger van de medio 1999 weggestuurde Carlos Sevilla. Verdediger Iván Hurtado (CF La Piedad) was de enige speler die in 2001 in alle veertien duels in actie kwam.

## Balans
| Wedstrijden | Wedstrijden | Wedstrijden | Wedstrijden | Doelpunten | Doelpunten | Doelpunten | Punten |
| Gespeeld    | Winst       | Gelijk      | Verlies     | Voor       | Tegen      | Saldo      | Punten |
| ----------- | ----------- | ----------- | ----------- | ---------- | ---------- | ---------- | ------ |
| 14          | 6           | 5           | 3           | 18         | 12         | +6         | 1.416  |

## Interlands
|                                                             |                     |       |          |                                                                                           |
| 28 maart WK-kwalificatie № 298 «onderlinge duels» 15:00 uur | Ecuador             | 1 – 0 | Brazilië | Estadio Olimpico Atahualpa, Quito Toeschouwers: 40.800 Scheidsrechter: Felipe Ramos (MEX) |
| 28 maart WK-kwalificatie № 298 «onderlinge duels» 15:00 uur | Agustín Delgado 49' |       |          | Estadio Olimpico Atahualpa, Quito Toeschouwers: 40.800 Scheidsrechter: Felipe Ramos (MEX) |

|                                                             |                                         |       |                  |                                                                                            |
| 24 april WK-kwalificatie № 299 «onderlinge duels» 16:00 uur | Ecuador                                 | 2 – 1 | Paraguay         | Estadio Olimpico Atahualpa, Quito Toeschouwers: 30.145 Scheidsrechter: Ángel Sánchez (ARG) |
| 24 april WK-kwalificatie № 299 «onderlinge duels» 16:00 uur | Agustín Delgado 45' Agustín Delgado 53' |       | 27' José Cardozo | Estadio Olimpico Atahualpa, Quito Toeschouwers: 30.145 Scheidsrechter: Ángel Sánchez (ARG) |

|                                                           |                    |       |                                       |                                                                                      |
| 2 juni WK-kwalificatie № 300 «onderlinge duels» 16:00 uur | Peru               | 1 – 2 | Ecuador                               | Estadio Monumental, Lima Toeschouwers: 54.236 Scheidsrechter: Antonio Marruffo (MEX) |
| 2 juni WK-kwalificatie № 300 «onderlinge duels» 16:00 uur | Claudio Pizarro 2' |       | 12' Edison Méndez 90' Agustín Delgado | Estadio Monumental, Lima Toeschouwers: 54.236 Scheidsrechter: Antonio Marruffo (MEX) |

|                                                   |                  |       |         |                                                                                        |
| 7 juni Vriendschappelijk № 301 «onderlinge duels» | Verenigde Staten | 0 – 0 | Ecuador | Columbus Crew Stadium, Columbus Toeschouwers: 12.572 Scheidsrechter: José Farias (CAN) |
| 7 juni Vriendschappelijk № 301 «onderlinge duels» |                  |       |         | Columbus Crew Stadium, Columbus Toeschouwers: 12.572 Scheidsrechter: José Farias (CAN) |

|                                                   |             |                  |         |                                                                                 |
| 2 juli Vriendschappelijk № 302 «onderlinge duels» | El Salvador | 0 – 1            | Ecuador | Giants Stadium, East Rutherford Toeschouwers: onbekend Scheidsrechter: onbekend |
| 2 juli Vriendschappelijk № 302 «onderlinge duels» |             | 87' Cléber Chalá |         | Giants Stadium, East Rutherford Toeschouwers: onbekend Scheidsrechter: onbekend |

|                                                   |                   |       |                  |                                                                             |
| 7 juli Vriendschappelijk № 303 «onderlinge duels» | Honduras          | 1 – 1 | Ecuador          | Orange Bowl, Miami Toeschouwers: 10.000 Scheidsrechter: Richard Green (USA) |
| 7 juli Vriendschappelijk № 303 «onderlinge duels» | Saúl Martínez 47' |       | 90' Cléber Chalá | Orange Bowl, Miami Toeschouwers: 10.000 Scheidsrechter: Richard Green (USA) |

| Copa América |
| ------------ |

|                                                       |                  |       |                                                                                         |                                                                                            |
| 11 juli Copa América Groep A № 304 «onderlinge duels» | Ecuador          | 1 – 4 | Chili                                                                                   | Estadio Metropolitano, Barranquilla Toeschouwers: 40.000 Scheidsrechter: René Ortubé (BOL) |
| 11 juli Copa América Groep A № 304 «onderlinge duels» | Cléber Chalá 53' |       | 29' Reinaldo Navia 73' Cristián Montecinos 85' Marcelo Corrales 90' Cristián Montecinos | Estadio Metropolitano, Barranquilla Toeschouwers: 40.000 Scheidsrechter: René Ortubé (BOL) |

|                                                       |                        |       |         |                                                                                              |
| 14 juli Copa América Groep A № 305 «onderlinge duels» | Colombia               | 1 – 0 | Ecuador | Estadio Metropolitano, Barranquilla Toeschouwers: 30.000 Scheidsrechter: Ubaldo Aquino (PAR) |
| 14 juli Copa América Groep A № 305 «onderlinge duels» | Víctor Aristizábal 29' |       |         | Estadio Metropolitano, Barranquilla Toeschouwers: 30.000 Scheidsrechter: Ubaldo Aquino (PAR) |

|                                                                 |                                                                               |       |           |                                                                                                 |
| 17 juli Copa América Groep A № 306 «onderlinge duels» 18:30 uur | Ecuador                                                                       | 4 – 0 | Venezuela | Estadio Metropolitano, Barranquilla Toeschouwers: 20.000 Scheidsrechter: Gilberto Hidalgo (PER) |
| 17 juli Copa América Groep A № 306 «onderlinge duels» 18:30 uur | Agustín Delgado 19' Ángel Fernández 29' Edison Méndez 60' Agustín Delgado 63' |       |           | Estadio Metropolitano, Barranquilla Toeschouwers: 20.000 Scheidsrechter: Gilberto Hidalgo (PER) |

|  |  |  |  |  |  |  |  |  |

|                                                      |         |                                                   |            |                                                                                              |
| 15 augustus WK-kwalificatie № 307 «onderlinge duels» | Ecuador | 0 – 2                                             | Argentinië | Estadio Olimpico Atahualpa, Quito Toeschouwers: 38.156 Scheidsrechter: Stefano Braschi (ITA) |
| 15 augustus WK-kwalificatie № 307 «onderlinge duels» |         | 19' Juan Sebastián Verón 34' (pen.) Hernán Crespo |            | Estadio Olimpico Atahualpa, Quito Toeschouwers: 38.156 Scheidsrechter: Stefano Braschi (ITA) |

|                                                      |          |       |         |                                                                                       |
| 5 september WK-kwalificatie № 308 «onderlinge duels» | Colombia | 0 – 0 | Ecuador | Estadio El Campín, Bogotá Toeschouwers: 30.000 Scheidsrechter: Youssuf Al Aqily (KSA) |
| 5 september WK-kwalificatie № 308 «onderlinge duels» |          |       |         | Estadio El Campín, Bogotá Toeschouwers: 30.000 Scheidsrechter: Youssuf Al Aqily (KSA) |

|                                                    |                     |       |                                                                                                |                                                                                        |
| 6 oktober WK-kwalificatie № 309 «onderlinge duels» | Bolivia             | 1 – 5 | Ecuador                                                                                        | Estadio Hernando Siles, La Paz Toeschouwers: 8.000 Scheidsrechter: Ángel Sánchez (ARG) |
| 6 oktober WK-kwalificatie № 309 «onderlinge duels» | Gonzalo Galindo 60' |       | 12' Ulises de la Cruz 22' Agustín Delgado 57' Iván Kaviedes 89' Ángel Fernández 90' Luis Gómez | Estadio Hernando Siles, La Paz Toeschouwers: 8.000 Scheidsrechter: Ángel Sánchez (ARG) |

|                                                     |                   |       |                            |                                                                                           |
| 7 november WK-kwalificatie № 310 «onderlinge duels» | Ecuador           | 1 – 1 | Uruguay                    | Estadio Olimpico Atahualpa, Quito Toeschouwers: 45.000 Scheidsrechter: Felipe Ramos (MEX) |
| 7 november WK-kwalificatie № 310 «onderlinge duels» | Iván Kaviedes 73' |       | 44' (pen.) Nicolás Olivera | Estadio Olimpico Atahualpa, Quito Toeschouwers: 45.000 Scheidsrechter: Felipe Ramos (MEX) |

|                                                      |       |       |         |                                                                                            |
| 14 november WK-kwalificatie № 311 «onderlinge duels» | Chili | 0 – 0 | Ecuador | Estadio Nacional, Santiago Toeschouwers: 19.237 Scheidsrechter: Juan Carlos Paniagua (BOL) |
| 14 november WK-kwalificatie № 311 «onderlinge duels» |       |       |         | Estadio Nacional, Santiago Toeschouwers: 19.237 Scheidsrechter: Juan Carlos Paniagua (BOL) |

## FIFA-wereldranglijst
| JAN | FEB | MAR | APR | MEI | JUN | JUL | AUG | SEP | OKT | NOV | DEC |
| --- | --- | --- | --- | --- | --- | --- | --- | --- | --- | --- | --- |
| 53  | 54  | 53  | 51  | 45  | 44  | 50  | 47  | 46  | 39  | 37  | 37  |

## Statistieken
| José Cevallos       | 1971-04-17 | Barcelona Sporting Club  | 9  | 0 | 0 | 55 | 0  |
| Oswaldo Ibarra      | 1969-09-08 | CD El Nacional           | 5  | 0 | 0 | 20 | 0  |
| Verdediging         |            |                          |    |   |   |    |    |
| Iván Hurtado        | 1974-08-16 | CF La Piedad             | 14 | 0 | 0 | 83 | 3  |
| Raúl Guerrón        | 1976-10-12 | Sociedad Deportivo Quito | 13 | 0 | 0 | 17 | 0  |
| Giovanny Espinoza   | 1977-04-12 | CF Monterrey             | 12 | 1 | 1 | 18 | 1  |
| Ulises de la Cruz   | 1974-02-08 | Hibernian                | 12 | 0 | 1 | 49 | 3  |
| Augusto Poroso      | 1974-04-13 | Club Sport Emelec        | 2  | 0 | 0 | 18 | 0  |
| Jorge Guagua        | 1981-09-28 | CD El Nacional           | 1  | 1 | 0 | 2  | 0  |
| Middenveld          |            |                          |    |   |   |    |    |
| Edison Méndez       | 1979-03-16 | Sociedad Deportivo Quito | 11 | 2 | 2 | 17 | 2  |
| Cléber Chalá        | 1971-06-29 | Southampton              | 9  | 1 | 2 | 58 | 5  |
| Edwin Tenorio       | 1976-06-16 | CD Veracruz              | 9  | 1 | 0 | 29 | 0  |
| Alfonso Obregón     | 1972-05-12 | Delfín Sporting Club     | 7  | 4 | 0 | 34 | 0  |
| Juan Carlos Burbano | 1969-02-15 | CD El Nacional           | 7  | 1 | 0 | 16 | 0  |
| Wellington Sánchez  | 1974-06-19 | Club Sport Emelec        | 5  | 4 | 0 | 35 | 3  |
| Álex Aguinaga       | 1968-07-09 | Necaxa Aguascalientes    | 4  | 2 | 0 | 89 | 19 |
| Marlon Ayoví        | 1971-09-27 | Sociedad Deportivo Quito | 3  | 1 | 0 | 24 | 0  |
| Juan Aguinaga       | 1978-01-04 | Club Deportivo Espoli    | 2  | 4 | 0 | 6  | 0  |
| Luis Gómez          | 1972-05-20 | Barcelona Sporting Club  | 2  | 2 | 1 | 4  | 1  |
| Walter Ayoví        | 1979-08-11 | Club Sport Emelec        | 0  | 1 | 0 | 1  | 0  |
| Aanval              |            |                          |    |   |   |    |    |
| Agustín Delgado     | 1974-12-23 | Southampton              | 11 | 0 | 7 | 44 | 40 |
| Iván Kaviedes       | 1977-10-24 | FC Porto                 | 10 | 0 | 2 | 24 | 8  |
| Ángel Fernández     | 1971-08-02 | CD El Nacional           | 6  | 5 | 2 | 62 | 12 |
| Ebelio Ordóñez      | 1972-11-03 | CD El Nacional           | 0  | 1 | 0 | 6  | 0  |
| Carlos Tenorio      | 1979-05-14 | LDU Quito                | 0  | 1 | 0 | 1  | 0  |

FEF · A-internationals · Bondscoaches · Selecties · Statistieken · Ecuadoraans vrouwenelftal · Olympisch elftal · Ecuador U21 · Ecuador U20 · Ecuador U18 · Ecuador U17
1938 – 1949 ·
1950 – 1959 ·
1960 – 1969 ·
1970 – 1979 ·
1980 – 1989 ·
1990 – 1999 ·
2000 – 2009 ·
2010 – 2019 ·
2020 − 2029
WK 2002 · 
WK 2006 · 
WK 2014
1938 · 
1939 · 
1940 · 
1941 · 
1942 · 
1943 · 1944 · 
1945 · 
1946 · 
1947 · 
1948 · 
1949 · 
1950 · 1951 · 1952 · 
1953 · 
1954 · 
1955 · 
1956 · 
1957 · 
1958 · 
1959 · 
1960 · 
1961 · 1962 · 
1963 · 
1964 · 
1965 · 
1966 · 
1967 · 1968 · 
1969 · 
1970 · 
1971 · 
1972 · 
1973 · 
1974 · 
1975 · 
1976 · 
1977 · 
1978 · 
1979 · 
1980 · 
1981 · 
1982 · 
1983 · 
1984 · 
1985 · 
1986 · 
1987 · 
1988 · 
1989 · 
1990 · 
1991 · 
1992 · 
1993 · 
1994 · 
1995 · 
1996 · 
1997 · 
1998 · 
1999 · 
2000 · 
2001 · 
2002 · 
2003 · 
2004 · 
2005 · 
2006 · 
2007 · 
2008 · 
2009 · 
2010 · 
2011 · 
2012 · 
2013 · 
2014 · 
2015 · 
2016 · 
2017 ·
2018 ·
2019 ·
2020 ·
2021 ·
2022
Argentinië ·
Armenië ·
Australië ·
Bolivia · 
Brazilië ·
Bulgarije ·
Canada ·
Chili ·
Colombia ·
Costa Rica ·
Cuba ·
Denemarken ·
DDR ·
Duitsland ·
El Salvador ·
Engeland ·
Estland ·
Finland ·
Frankrijk ·
Griekenland ·
Guatemala ·
Haïti ·
Honduras ·
Ierland ·
Irak ·
Iran ·
Italië ·
Jamaica ·
Japan ·
Joegoslavië ·
Jordanië ·
Kaapverdië ·
Koeweit ·
Kroatië · 
Libanon ·
Mexico ·
Nederland ·
Nigeria ·
Noord-Macedonië ·
Oeganda ·
Oman ·
Panama ·
Paraguay ·
Peru ·
Polen ·
Portugal ·
Qatar ·
Roemenië ·
Saoedi-Arabië ·
Schotland ·
Senegal ·
Spanje ·
Trinidad en Tobago ·
Turkije · 
Uruguay ·
Venezuela ·
Verenigde Staten ·
Wit-Rusland ·
Zambia ·
Zuid-Afrika ·
Zuid-Korea ·
Zweden ·
Zwitserland
Costa Rica (2006) · 
Duitsland (2006) · 
Engeland (2006) · 
Frankrijk (2014) · 
Honduras (2014) · 
Nederland (2022) · 
Polen (2006) · 
Qatar (2022) · 
Zwitserland (2014)